# German Coast

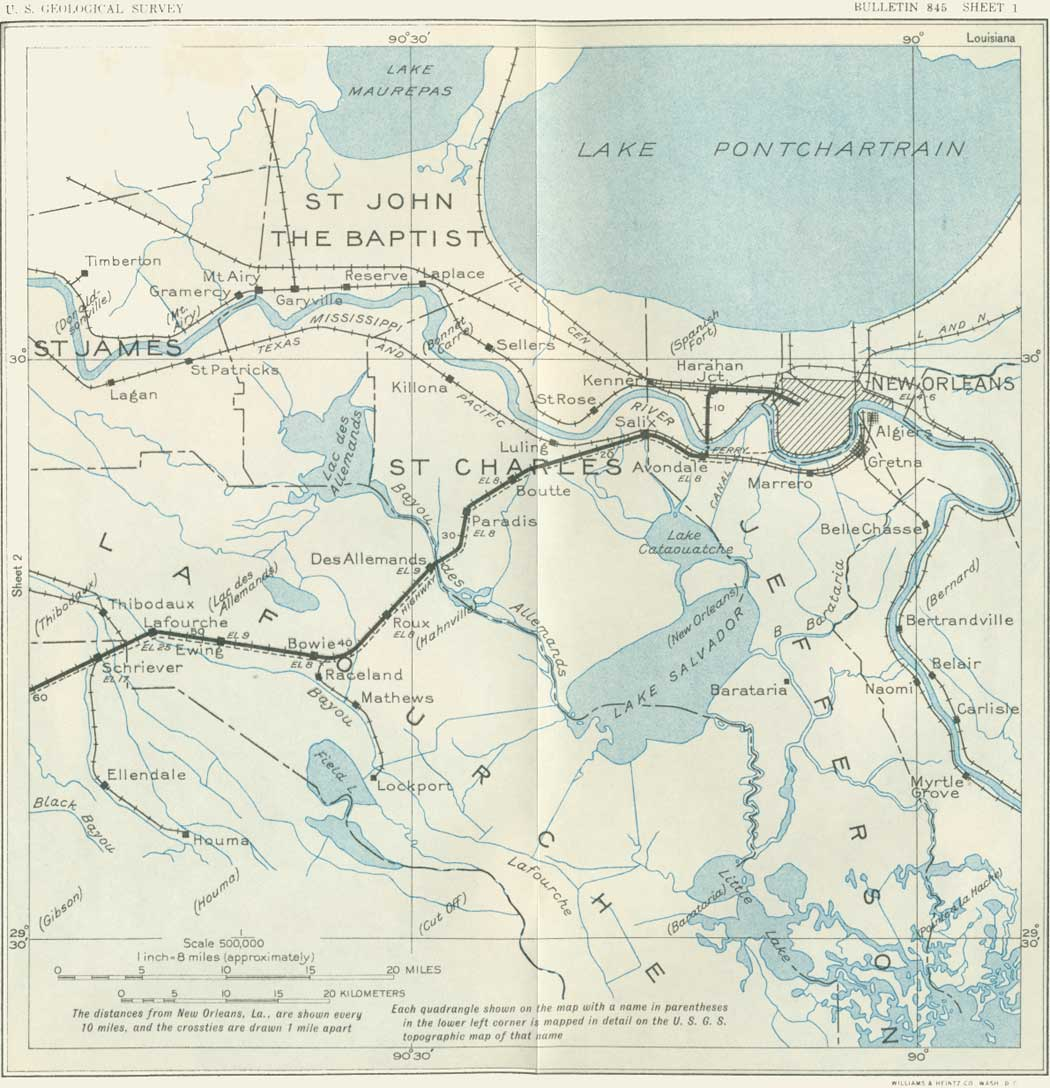
Côte des Allemands, Kartenausschnitt von 1933

Die German Coast (englisch für Deutsche Küste) war eine am Mississippi River liegende Region westlich von New Orleans. Auf Französisch heißt sie Côte des Allemands.
Dieser Teil von Louisiana erhielt diesen Namen aufgrund der vielen deutschsprachigen Pioniere, die sich seit 1721 hier niederließen. Mehrheitlich stammten die Siedler aus dem Rheinland und der Schweiz, aber auch zahlreiche Elsässer und Lothringer und einige Flamen waren unter ihnen. Mit der Zeit vermischte sich die deutschsprachige Bevölkerung mit den dort ebenfalls ansässigen Akadiern, französischsprachigen Emigranten aus Kanada. 
Hier fand im Januar 1811 die größte Sklavenrebellion auf amerikanischem Boden statt, der Sklavenaufstand an der German Coast, die grausam niedergeschlagen wurde.
Auch heutzutage werden die Begriffe German Coast und Côte des Allemands weiterhin verwendet, beispielsweise für den wöchentlich stattfindenden Farmer's Market in Destrehan, LA.